# Carn de camell
La carn de camell és carn procedent de camells, les dues espècies de les quals són el camell bactrià (Camelus bactrianus) i el dromedari (Camelus dromedarius). És consumida principalment als països àrids on aquestes dues espècies representen una part important de la ramaderia local; la carn de camell va representar l'1% del mercat de carn vermella l'any 2013.
Amb una composició química semblant a la carn de vedella, aquesta carn és, però, relativament magra i molt baixa en colesterol a causa de la centralització del greix al gep. El consum de carn de camell, doncs, presenta menys risc de desenvolupar malalties del cor que altres carns vermelles. A Mauritània, aquest greix se serveix a daus, acompanyat de llesques de fetge a la graella.
A l'Orient Mitjà, la carn de camell crua o poc cuita pot ser un vector de MERS coronavirus segons l'Organització Mundial de la Salut.
L'any 2011, l'Organització de les Nacions Unides per a l'Agricultura i l'Alimentació (FAO) va estimar el nombre de camèlids al món en 25 milions de caps. El seu cost de producció és un dels més baixos del món i les condicions de cria, a diferència del bestiar boví, es pot establir en ambients àrids.